# Sawodske
Sawodske (ukrainisch Заводське; russisch Заводское Sawodskoje) ist eine Stadt in der zentralukrainischen Oblast Poltawa. Übersetzt bedeutet der Name "Fabrik". Sawodske liegt am linken Ufer des Flusses Sula.

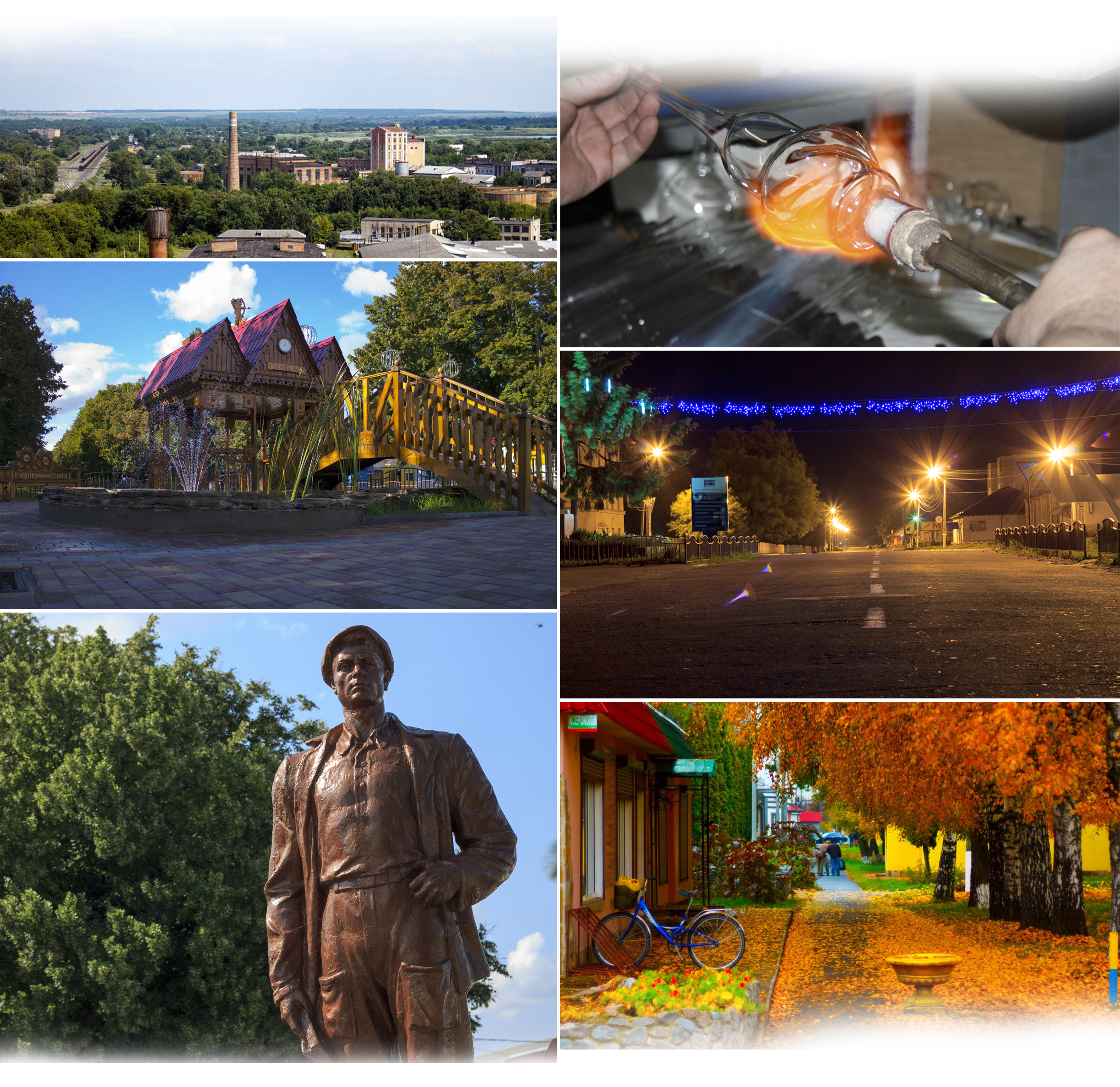
Ortsansichten

## Geschichte

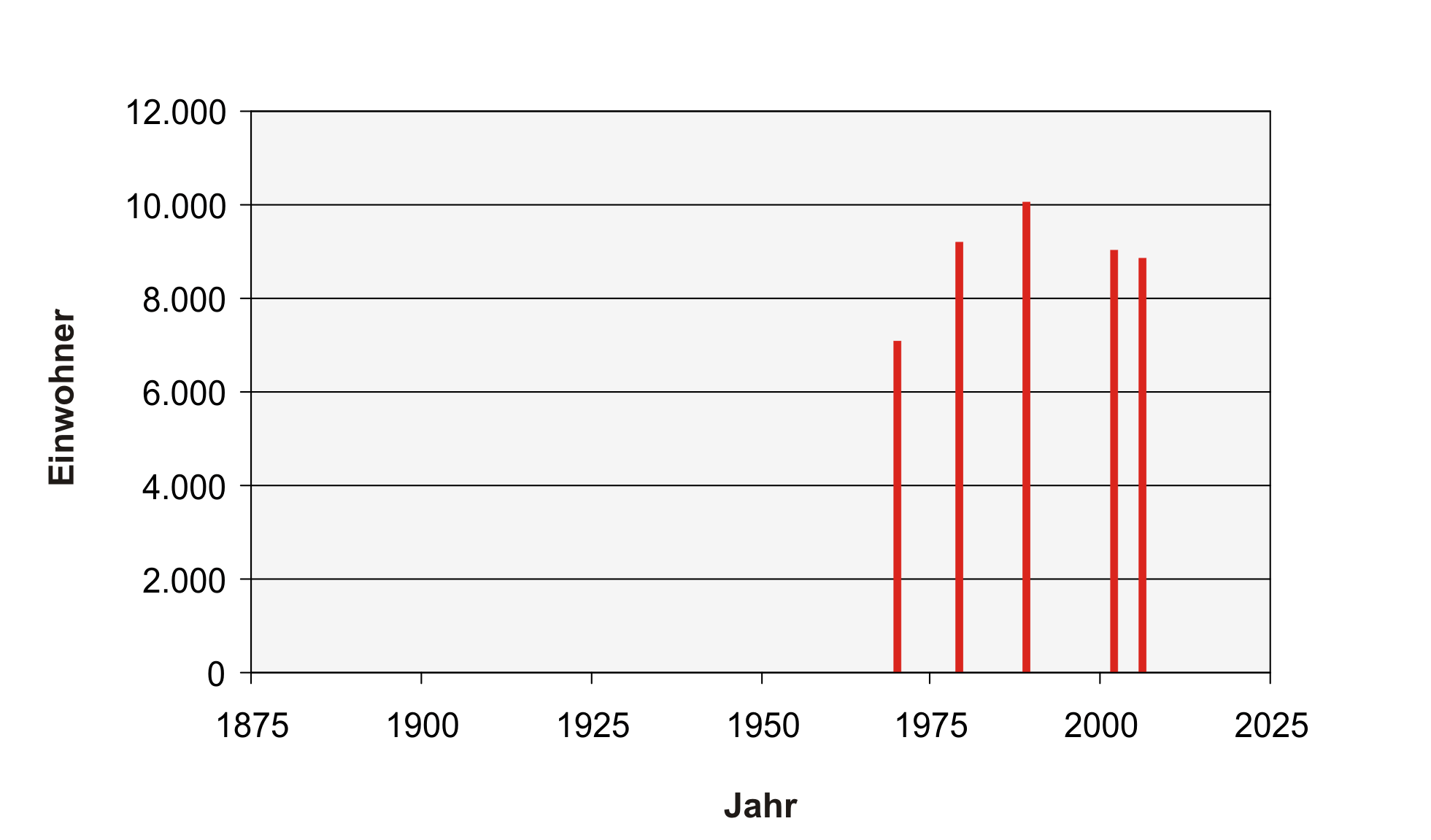
Einwohnerentwicklung

Der Ort  wurde 1928 als Stalinka (ukrainisch Сталінка, russisch Сталинка) ca. 8 km südwestlich des ehemaligen Rajonzentrums Lochwyzja an der Eisenbahnlinie Homel-Romodan-Krementschuk gegründet, als man dort mit dem Bau eines Zuckerkombinates begann. 1962 erfolgte die Umbenennung in Tscherwonosawodske ("Roter Industriebetrieb"), 1970 lebten bereits 7100 Einwohner in Sawodske, welches 1977 Stadtrechte erhielt. Damit ist der Ort momentan die jüngste Stadt der Oblast Poltawa. Bis 1989 stieg die Einwohnerzahl auf 10.076 an, ist aber seitdem im Zuge der Transitionskrise um mehr als 10 % gesunken. Am 4. Februar 2016 wurde die Stadt in Sawodske umbenannt.

## Wirtschaft und Verkehr
Wirtschaftlich ist insbesondere die Nahrungsmittelindustrie von Bedeutung (Zucker- und Alkoholproduktion). Daneben sind in der Nähe der Stadt Öl- und Gasvorkommen erschlossen (Feld Rudowsko-Tscherwonosawodske). Sawodske liegt an der Straße T-1705 (Sawodske – Hadjatsch – Ochtyrka) und an der Eisenbahnlinie Krementschuk-Romodan-Romny-Bachmatsch-Homel.

## Verwaltungsgliederung
Am 12. Juni 2020 wurde die Stadt zum Zentrum der neugegründeten Stadtgemeinde Sawodske (Заводська міська громада/Sawodska miska hromada). Zu dieser zählen auch die 10 in der untenstehenden Tabelle aufgelisteten Dörfer, bis dahin bildete sie zusammen mit dem Dorf Wyschnewe die gleichnamige Stadtratsgemeinde Sawodske (Заводська міська рада/Sawodska miska rada) im nordöstlichen Zentrum des Rajons Lochwyzja.
Am 17. Juli 2020 kam es im Zuge einer großen Rajonsreform zum Anschluss des Rajonsgebietes an den Rajon Myrhorod.
Folgende Orte sind neben dem Hauptort Sawodske Teil der Gemeinde:
| Name                     | Name            | Name                                    |
| ukrainisch transkribiert | ukrainisch      | russisch                                |
| ------------------------ | --------------- | --------------------------------------- |
| Bodakwa                  | Бодаква         | Бодаква                                 |
| Chruli                   | Хрулі           | Хрули                                   |
| Jaremiwschtschyna        | Яремівщина      | Яремовщина (Jaremowschtschina)          |
| Nyschnja Budakiwka       | Нижня Будаківка | Нижняя Будаковка (Nischnjaja Budakowka) |
| Pisky                    | Піски           | Пески (Peski)                           |
| Pissotschky              | Пісочки         | Песочки (Pessotschki)                   |
| Samorijiwka              | Заморіївка      | Замориевка (Samorijewka)                |
| Schewtschenky            | Шевченки        | Шевченки (Schewtschenki)                |
| Tscherwoni Luky          | Червоні Луки    | Червоные Луки (Tscherwonyje Luki)       |
| Wyschnewe                | Вишневе         | Вишневое (Wischnewoje)                  |